# 全國樺太聯盟
全國樺太联盟為日本的樺太疏散者及其子孫以相互扶助、及進行代代傳承活動以回顧日本樺太統治時代之社團法人團體。

## 概要
- 1948年 - 樺太疏散者設立以擁護民生福利，與相互扶助為目的之團體。
- 1949年9月15日 -厚生大臣認可之社團法人團體。
- 2004年 - 樺太關係資料館設立在北海道廳舊紅磚廳舍内。

## 活動内容
- 樺太歷史之傳承、其它PR活動
- 機關出版刊物「樺連情報」發行
- 樺太現狀之關係情報、資料的收集
- 樺太殘留邦人調査與援助
- 樺太掃墓、樺太訪問旅行之支援
- 樺太開拓紀念碑祭、新春賀詞交換等諸行事之實施、參加各地慰靈祭等之事宜。

## 所在地
- 本部
  - 東京都港區麻布台3丁目1番2號　樺太會館6樓
- 北海道支部联合會
  - 札幌市豐平區豐平5條2丁目5番12號　北海道樺太會館内

## 關連項目
- 樺太廳
- 大津敏男(樺太廳長官)（第15任；最後一任）
- 濱路站
- 江之浦站
- 50度線

## 外部連結
- 全國樺太联盟（页面存档备份，存于）（日語）